# Ruth Küllenberg
Ruth Küllenberg (* 1936 in Solingen) ist eine deutsche Schauspielerin, Hörspiel- und Synchronsprecherin.

## Leben
Ruth Küllenberg war ab 1968 als Theaterschauspielerin tätig. Gleichzeitig gab es Film-, Fernseh- und Hörspielauftritte in diversen Nebenrollen. Als Synchronsprecherin wurde sie regelmäßig ab den 1980er Jahren aktiv. Hier sprach sie bereits mehr als 160 Rollen ein.

## Filmografie (Auswahl)

### Schauspielerin
- 1972: Schulmädchen-Report. 4. Teil: Was Eltern oft verzweifeln läßt
- 1973–2014: Aktenzeichen XY … ungelöst (Fernsehreihe, 21 Folgen)
- 1981: Regentropfen
- 1983: Die große Kapitulation
- 1984: Echt tu matsch
- 2001–2002: Hausmeister Krause – Ordnung muss sein (Fernsehserie, ? Folgen)
- 2014: Schluss! Aus! Amen!

### Synchronsprecherin
- 1983–1984: Alice im Wunderland als die Köchin (Zeichentrickserie)
- 1991: Tränen der Erinnerung – Only Yesterday als Oma (Zeichentrickfilm)
- 1997: Das Leben ist schön: Giuliana Lojodice als Schulinspektorin
- 2001: Die fabelhafte Welt der Amélie: Marie-Laure Descoureaux als Pförtnerin
- 2001: Rudolph mit der roten Nase 2 als Mrs. Santa Claus (Animationsfilm)
- 2003: Das Schloss im Himmel als Großmutter (Zeichentrickfilm)
- 2005–2011: Law & Order (Fernsehserie, diverse Rollen)
- 2014: The LEGO Movie als Ma Cop (Animationsfilm)

## Hörspiele
- 1968: Bruno Hampel: Kommissar Freytag (6. und 7. Folge) – Regie: Walter Netzsch (Hörspielbearbeitung, Kriminalhörspiel – BR)
- 1969: Helen McCloy: Spur ohne Namen (Anna Forbes) – Bearbeitung und Regie: Edmund Steinberger (Kriminalhörspiel – BR)
- 1969: Rolf und Alexandra Becker: Neue Abenteuer von Dickie Dick Dickens (4. Staffel: 2. Folge: Ein Täßchen Kakao) – Regie: Walter Netzsch (Original-Hörspiel, Kriminalhörspiel – BR)
- 1970: Walter Gerteis: Herr Leavenworth ist tot! (Mary Leavenworth) – Regie: Walter Netzsch (Original-Hörspiel, Kriminalhörspiel – BR)
- 1972: Ludwig Thoma: Bayerische Szene: Moral (Frl. Koch-Pinneberg) – Bearbeitung und Regie: Edmund Steinberger (Hörspielbearbeitung – BR)
- 1973: Roderick Wilkinson: Der Titelheld. Fantastische Kriminalgeschichte (Sekretärin) – Regie: Edmund Steinberger (Original-Hörspiel – BR)
- 1973: Maurice Leblanc: Der Fall Kesselbach oder Wilhelm II. greift ein (2 Teile / Geneviève, Tochter Lupins) – Bearbeitung und Regie: Hartmann Goertz (Hörspielbearbeitung – BR)
- 1974: Dorothy L. Sayers: Das Spiegelbild. Nach der gleichnamigen Detektivgeschichte (Junge Dame) – Bearbeitung, Komposition und Regie: Edmund Steinberger (Hörspielbearbeitung – BR)
- 1976: Mathias Riehl: Die Himmelsleiter (Janine) – Regie: Edmund Steinberger (Kriminalhörspiel – BR)
- 1977: Ludwig Thoma: Bayerische Szene: Altaich (Stine, Zofe) – Bearbeitung und Regie: Edmund Steinberger (Hörspielbearbeitung – BR)